# Vron
Vron là một xã ở tỉnh Somme, vùng Hauts-de-France, Pháp.
Thị trấn này toạ lạc ở giao lộ N1 và D175, 18 dặm Anh về phía bắc-tây bắc của Abbeville.

## Dân số
| 1962                                                         | 1968 | 1975 | 1982 | 1990 | 1999 |
| ------------------------------------------------------------ | ---- | ---- | ---- | ---- | ---- |
| 651                                                          | 692  | 676  | 679  | 729  | 721  |
| Số liệu điều tra dân số từ năm 1962, dân số không tính trùng |      |      |      |      |      |